# Cut !
Pour les articles homonymes, voir Cut.
Cut ! est une série télévisée dramatique française en 421 épisodes de 26 minutes créée par Bertrand Cohen, Eugénie Dard, Marie Roussin et Stéphane Meunier, produite par Terence Films et ALP, et diffusée entre le 30 septembre 2013 et le 1er mars 2019 sur France Ô puis rediffusée sur les réseaux Premières comme Réunion 1re, TV5 Monde et à partir du 23 février 2015 sur AB1 et France 3.

## Distribution

### Acteurs principaux
- Julie Boulanger : Laura Park (saisons 1 et 2, 4 à 6, invitée saison 3)
- Sébastien Capgras : Jules Park / Jules de Kervelec
- Yaëlle Trulès : Nine Badin (saisons 1 à 4 et 6)
- Antoine Stip : Charles de Kervelec / Charles Robinson
- Ambroise Michel : Adil Vila / Nathan Cazal
- Joséphine Jobert : Victoire Vila (saisons 1 et 2)
- Camille Lherbier : Marion Festin (saisons 1 à 3)
- Vincent Vermignon : Stefan de Kervelec / Max Laroche (saisons 2 à 6)
- Youshaa Ravate : César de Kervelec (saisons 1 à 3)
- Virginie Darmalingom : Johanna de Kervelec (principale saison 1, récurrente saison 2)
- Émilie Granier : Billie Hoareau (saisons 2 et 3)
- Sabine Perraud : Éva Dermenonville (saisons 3 et 4, invitée saison 5)
- Nadia Richard : Lucile « Lulu » Dermenonville (saisons 3 à 6)
- Charles Clément : Jean Cazal (saisons 3 et 4)
- Élodie Varlet : Angèle Delatour (saisons 4 à 6)
- Edouard Montoute : Ruben Janssen (saisons 4 à 6)
- Stéphane Metzger : Maxime Rivière (saisons 5 et 6)
- Dorylia Calmel : Hélène Kassovitz (saisons 5 et 6)
- Olivier Kissita (saison 5), puis Ken Eind (saison 6) : Irfan
- Florianne Vilpont : Violette (saisons 5 et 6)
- Gianni Giardinelli : Solal Robinson / Solal de Kervelec (saison 6)
- Sophie Staub : Mélanie (saison 6)
- Frédéric Gorny : Joshua (saison 6)

### Acteurs récurrents
- Benjamin Tribes : Mathis Bellerose (saisons 1 à 5, invité saison 6)
- Delixia Perrine : Maddie Brun
- Francis Convert : Capitaine Camille Martin / frère jumeau de Camille (saisons 1 à 4)
- Alexandre Bon : Sam Barret (saisons 1 et 4)
- Melanie Seguer Guitton : Audrey (saisons 1 et 2)
- Nathan Mysius : Phil Rousseau (saisons 1 et 2)
- Carole Ravoula : Zoé Payet (saisons 1 et 2)
- Yoanna Atchama : Inès (saisons 1 à 2 et 4)
- Jacques Deshayes : Maître Pierre-Marie Zeller
- Sébastien Folin : lui-même (saison 1)
- Tété : Théophraste Grondin (saison 2)
- Marie Payet : Pénélope (saison 2)
- Zaho : elle-même (saison 2)
- Franck Garrec : Jauris (saison 2)
- Anis Kefi-Abrikh : Yvan (saisons 2 et 4)
- André Robert : Kévin (saison 2)
- Rocaya Paillet : Sumita (saisons 2 et 3)
- Babette de Rozières : elle-même (saison 3)
- Lolita Tergemina : Kaleen Boyer (saisons 3 à 6)
- David Erudel : le Chinois (saison 3)
- Céline Lipic : Virginie (saison 3)
- Benjamin Hoarau : Teddy (saison 3)
- Ycare : Orakl (saison 3)
- Shirley Souagnon : Louise (saison 3)
- Anaïs : Nathalie (saison 3)
- Gwendolyn Gourvenec : Sœur Ursule (saison 3)
- Beryl Coutat : Ariane (saisons 3 à 4 et 6)
- Diego Tanzilli : Jean-Phi (saison 3)
- Gautier Lajoinie : Guillaume Rondeau (saison 3)
- Dominique Carrere : Thierry Rondeau (saison 3)
- Maxime Juan : Edouard Doid Pied (saisons 3 à 6)
- Fany Turpin : Fanny (saisons 3 à 5)
- Camille Mounier : Sofia (saisons 4 à 6)
- Alexis Campos : Auguste de Kervelec (saisons 4 à 6)
- Jérémie Poppe : Jérémie Delambre (saison 4)
- Rosario Amedeo : Kasof (saisons 4 et 5)
- Emmanuel Attié : Fabien Blanchard (saison 4)
- Gauthier Caffier : Karim (saison 4)
- Agnes Bertille : Michelle Fontano (saisons 4 à 6)
- Jean-Luc Trulès : Antonin Lapierre (saisons 4 à 6)
- Stéphane Payet : Willy (saison 4)
- Manuelle Madubost : Marie Dermenonville (saison 4)
- Auriana Annonay : Hillary (saisons 4 et 5)
- Daniel-Francois le Gentil : Mr Lauret (saison 4)
- Dorothée Pousséo : Une Flic (saison 5)
- Jocelyne Lavielle : Eulalie (saison 5)
- Michel Barre : Alain (saison 5)
- Ambroise Michel : Frédéric Fredo Pastré (saison 5)
- Karine Lebon : Maéva (saisons 5 et 6)
- Léo Gombaud : Jonah (saison 5)
- Florient Jousse : Willy (saison 5)
- Juliette Dias : Romane (saison 5)
- Juliette Gilbert : Camille Sauveur (saisons 5 et 6)
- Angelo le Dortz : Paco (saison 5)
- Mélissandre Decamps : Farah (saison 5)
- Anne-Gaëlle Hoarau : Anaïs Bertin (saison 5)
- Priscilla Lambon : Tina (saison 5)
- Sabine Royer : Clara (saisons 5 et 6)
- Hervé Luquet : Richard (saison 6)
- Alexandre Lepine : Eddy (saison 6)
- Brice Deliry : Olivier (saison 6)
- Célia Lebrument : Louna (saison 6)
- David Lomagno : Dr Gastrin (saison 6)
- Jean-Pierre Boucher : Juge Gonthier (saison 6)
- Thomas Clercy : Steeve (saison 6)
- Julien Marandi : Diego (saison 6)
- El Hady Iherkouken : Léone (saison 6)
- Thierry Juan : Philippe Pied (saison 6)
- Jean-Marie Vigot : Morel (saison 6)
- Florence De Paz : Julia (saison 6)
- Antonin Barbet : Manu (saison 6)
- Lara Févre : Nathalie (saison 6)
- Jérémie Poppe : Mathieu (saison 6)
- Philippe Morlier : Mr Deniot (saison 6)
- Martin Lavigne : Yann (saison 6)
- Julie Renault : Yoanna (saison 6)
- Diane Chevalier : Carole (saison 6)
- Bahia Benet Apavou : Bonnie (saison 6)

## Production

Cut sur la devanture de France Télévisions.

### Écriture
La série bénéficie d'un format d'écriture original orienté autour d'un dispositif transmédia,. L'un des personnages principaux, Jules Park, dispose d'une page Facebook, d'un compte Twitter, et de chaînes YouTube actualisées en temps réel et en fonction du récit télévisuel.
L'écriture des saisons 1 à 3 est dirigée par Eugénie Dard et Roman Turlure.

### Réalisation
Les saisons 1 et 5 sont réalisées par Stéphane Meunier, François Bigrat et Vincent Trisolini. Ils sont rejoints par David Hourregue à partir de la saison 3. La sixième et dernière saison voit un renouvellement partiel des réalisateurs : à François Bigrat et David Hourregue s'ajoutent Liam Engle, Matthieu Vollaire et Pascal Roy.

## Épisodes

### Première saison (2013 - 2014)
1. Piégée
2. Terrain hostile
3. Manipulatrices
4. La promesse
5. Bad trip
6. Nine
7. Le Petit Robbie
8. Imprévisible Adil
9. Blessures
10. Juste un baiser
11. Un baiser amer
12. Le mensonge de trop
13. En mode séduction
14. Au nom du père
15. Quelqu'un dans ma vie !
16. Confession
17. Frontale
18. Retour vers le passé
19. Crève !
20. Alliance improbable
21. Soupçons
22. Dépossession
23. Contre-Attaque
24. Plan com'
25. Dommages collatéraux
26. Lovelock
27. Sur le fil
28. La cérémonie
29. Rédemption
30. À cause de moi
31. Lâcher prise
32. Les histoires d'amour finissent mal
33. Les boulets
34. Le dilemme d'Adil
35. Vivante
36. Victoire
37. Sables mouvants
38. Ce que la raison ignore
39. Vengeance 2.0
40. Sans loi
41. La femme de mon amant
42. Seule contre toutes
43. Une femme bafouée
44. Héritage
45. Ami ou amant ?
46. Révélation
47. Le passé est plus fort
48. L'ivresse du pouvoir
49. Le poids de l'héritage
50. La clé
51. Ambition
52. Petite sœur
53. Un passé trop présent !
54. Ma meilleure amie !
55. Victoire et Laura
56. Garde à vue
57. Partie civile
58. Riposte
59. Ma mère, ma bataille
60. Mauvaise étoile
61. L'aveu
62. Cas de conscience
63. Jeu de dupes
64. Ma sœur, mon amour
65. Vu à la télé
66. Quand l'histoire se répète
67. Tu aurais dû mourir !
68. Lettre posthume
69. La loi du talion
70. Apparition

### Deuxième saison (2014 - 2015)
1. Trou noir
2. Rien ne va plus
3. Vivant !
4. Punching ball !
5. Secrets et mensonges
6. Cet homme n'est pas mon fils !
7. Baby boom
8. Comme un boomerang
9. Jalouse !
10. Phoenix
11. Rabat-joie
12. Secrets de famille
13. Oncle Jauris
14. Sextape
15. Lassitude
16. Love to love
17. Piégées
18. Pile ou face ?
19. Roulette russe
20. Bonne étoile
21. Trop beau pour être vrai
22. Le mal par le mal
23. La main tendue
24. Le loup dans la bergerie
25. Escort
26. Vent nouveau
27. Belle amitié
28. Dr Jekyll et Mister Hyde
29. Rivaux !
30. L'histoire sans fin
31. Mensonge !
32. Une déclaration
33. Les choses de l'amour
34. Pour le meilleur…
35. Qui es-tu ?
36. Si tu touches à mon fils, je te tue
37. Rapport de force
38. Storytelling
39. Ce qui ne tue pas rend plus fort
40. Action / réaction
41. La (mauvaise) surprise
42. Chantages
43. Confusion des sentiments
44. Le débat télévisé
45. Le plus beau jour de sa vie ?
46. Rubicond
47. Dissimulation
48. Déni
49. L'étrange faire-part
50. Une seconde chance
51. Rédemption
52. Dommage collatéral
53. Syracusa Syracusa
54. Retour de flamme ?
55. Choc
56. Trahison
57. La douleur de Jules
58. Bourreau ou victime
59. L'annonce
60. Triste tombe
61. L'éternel recommencement
62. Au bord du gouffre
63. N'être rien pour personne
64. Dies Irae
65. Pour qui sonne le glas
66. Recomposée
67. L'emprise du père
68. Zaho et moi
69. La chute
70. Le choix et le libre arbitre
71. L'interrogatoire (épisode bonus)

### Troisième saison (2015 - 2016)
1. Collisions
2. Une cible
3. Comprends-moi
4. Grosse frayeur
5. Le voyage de noces
6. Le grand méchant loup !
7. Rencontre avec le Chinois
8. Un fauteuil pour deux
9. Mauvais sang
10. Rêves et réalités
11. Retour vers le passé
12. Plume de fiel
13. @lulu974
14. L'ombre d'un doute
15. Mauvais deal
16. Opacité
17. Cannabis Burger
18. Les mauvais pères
19. Un long dimanche de retrouvailles
20. Un seul être vous manque…
21. Les sœurs fâchées
22. Mon meilleur ennemi
23. Crime d'amour
24. Surprises ensemble !
25. Lulu ?
26. Désillusion
27. Dans la poche de Jules
28. L'ancienne "amie" de madame le Maire
29. Confidences pour confidences
30. Billie tranche
31. Attention fragile
32. La séductrice
33. Uppercut
34. L'instinct peu paternel
35. À fleur de peau
36. Lulu, pulsion folle
37. Les nerfs à vif
38. L'amour des mères
39. Amour filial
40. Le prix de la vérité
41. Chacun cherche son parent
42. Deuxième chance
43. Fausse déclaration
44. Les mauvais démons
45. Rechute
46. À cran
47. Jamais sans mon truck
48. Mauvais traitement
49. La une de Laura
50. Petits arrangements entre ennemis
51. Une femme peut en cacher une autre
52. Sous la coupe du père
53. Kill Billie
54. Désintox
55. Devenir fort
56. Double visage
57. Stalker
58. Cocotte minute
59. Résurgence
60. Le passé n'en a jamais fini
61. Alibi encombrant
62. Piégées
63. Un flic pas comme les autres
64. Impulsion sexuelle
65. Aveux et désaveux
66. L'emprise
67. Le fric, le fric !
68. Le déclenchement du drame
69. L'emplacement
70. Foudroyé !

### Quatrième saison (2016 - 2017)
Adil se retrouve en fauteuil roulant après que Mathis lui a tiré une balle dans le dos. Il tente de se reconstruire avec Eva. Laura, elle est de retour ! Angèle, la kinésithérapeute d'Adil au caractère bien trempé, cherche à comprendre Ruben, l'homme mystérieux dont elle attend un enfant. Charles de Kervelec, qui a hérité du titre de maire de Saint-Paul, et dont son livre est publié, a été attaqué par un médecin qui vit sur un bateau.
1. Comme sur des roulettes
2. L'intrusion
3. Petits meurtres en famille
4. Devenir de Kervelec
5. Douche froide
6. Devenir chèvre
7. Une souffrance indicible
8. Nouveau départ ?
9. Toxique paternité
10. Un choix cornélien
11. L'étrange visiteur
12. Les traces du passé
13. Jalousie
14. Mon père ce mystère
15. Une coïncidence
16. Jeux interdits
17. Le goût de l'indépendance
18. Les fantômes
19. Boomerang
20. Mazi
21. Déni de justice
22. L'eau qui dort
23. Mea culpa
24. Cendres amères
25. Choisir son camp
26. Duplicité
27. Girl Power
28. Duo gagnant
29. La combine
30. ADN
31. Ceux qui restent
32. Dernière volonté
33. Drôles de funérailles
34. Recherche désespérément
35. L'ombre d'un doute
36. Revenue d'entre les morts
37. Au doigt et à l’œil
38. Plan B
39. Mal de mère
40. Ma mère qui tue ton père
41. Le secret d'une mère
42. Flic un jour, flic toujours
43. Une famille pas formidable
44. A la vie, à l'amour
45. Une triste fin
46. Avancer malgré tout
47. Partenaires particuliers
48. Perte de pouvoir
49. Le jardin d’Éden
50. Vivre sans elle
51. Rien que nous deux
52. Adieu César
53. Garde à vue
54. Focus
55. Vivre sans lui
56. Ne jamais dire jamais
57. Une affaire de famille
58. Disparus
59. Maux d'amour
60. Promesses
61. Success Boy
62. Une femme derrière chaque grand homme
63. On récolte ce que l'on sème
64. Le père de la femme que j'aime
65. Un danger peut en cacher un autre
66. La tête haute
67. Le trio
68. Un homme bien
69. Force obscure
70. Déshonneur

### Cinquième saison (2017 - 2018)
1. Nouveau chapitre
2. Une mère et son fils
3. Réhabilitation
4. À bout de souffle
5. Anesthésie
6. Un seul être vous manque…
7. Tout recommencer
8. Piège
9. Retour vers le no future
10. Mauvais coton
11. Le retour de Lulu
12. L'ombre de lui-même
13. Dernières chances
14. Mauvaise fréquentation
15. Un père de trop
16. La guerre des pères
17. La fée du logis
18. Thug Life
19. Double jeu
20. Entre deux chaises
21. Faux semblants
22. Ambitions secrètes
23. Déception
24. Même sang
25. La vérité en face
26. Loin de ma terre…
27. On est des humains, pas des passeports
28. Instinct paternel
29. L'espoir d'un avenir
30. Apprenti papa
31. Les engagés
32. La prunelle de mes yeux
33. Pas mon genre
34. Se souvenir des belles choses
35. Week-end surprise
36. Pour le pire et le meilleur
37. Jeu de dupes
38. La fin justifie les moyens
39. Touche pas à ma fille
40. La malédiction d’Adil
41. Pas de mensonges entre nous
42. Meurs un autre jour
43. Faux départ
44. Malaise
45. Self contrôle
46. Juge et père
47. Dis-moi que tu m’aimes
48. Ruben va-t-il enfin remonter la piste de Kasof ?
49. Dépit amoureux
50. Être ou ne pas être (Adil)
51. Le coupable idéal
52. Dis-lui toi que je l'aime
53. Un Adil part, un autre reste
54. Une belle histoire
55. La promesse
56. Un mari de trop
57. Un inattendu
58. Face à face, enfin
59. La rebelle
60. Petite fille modèle
61. Quand l'oiseau quitte le nid
62. Une promesse ?
63. Pour le meilleur
64. Un héros si discret
65. Comme un poisson dans l'eau ?
66. Double je
67. Trio maudit
68. C'est déjà ça !
69. L'échange
70. La mort vous va si bien

### Sixième saison (2018 - 2019)
Adil s'éprend de la jeune veuve Mélanie, qui va devoir gérer le retour dans la vie de son ex-compagnon (Solal) qu'elle pensait mort. Tandis qu'Angèle envisage de refaire sa vie, Laura Park doit gérer les ennuis judiciaires de Maxime, accusé à tort de pédophilie. De son côté, Charles de Kervelec aime Hélène Kassovitz plus que jamais, même si une ombre plane sur son passé et pourrait compromettre son rêve de redevenir maire de Saint-Paul.
Entretemps, Lulu et Doid se mettent officiellement en couple et finissent par être fiancés. Zeller apprend après le décès de sa tante que Charles n'est pas un vrai de Kervelec, et joue avec ses nerfs avant de savourer sa vengeance en lui présentant Solal de Kervelec le seul vrai de Kervelec encore en vie, (Charles ayant tué Auguste après qu'il a découvert la vérité, (épisode 60), qu'il l'ait traité de bâtard et voulait lui prendre son empire. Il avait également tué le père d'Auguste il y a des années).
À la fin de la série, Adil est de nouveau en couple avec Laura, Jules est en couple avec Hélène, Nine est en couple avec Maxime. Charles ayant tout perdu fuit en Afrique du Sud pour échapper à la Prison avec Kaleen enceinte de lui. Avant de repartir en métropole, Mélanie passe remercier Adil car elle peut enfin aller de l'avant grâce à lui, (épisode 70), ayant quitté Solal pour de bon après avoir découvert qu'il voulait seulement récupérer son héritage, (épisode 69). Enfin Angèle est sauvée et réunie avec Bonnie et Ruben, puis arrive à surmonter son traumatisme, (épisodes 57 et 62), Louna retournant chez sa mère, après qu'elle a fini sa désintoxication, pourra revenir les voir quand elle voudra (épisode 59).
1. Au nom du père
2. Droit de visite
3. Je t’attends
4. Diversion
5. Le messager
6. Bad Girl
7. La mauvaise réputation
8. Une autre vie
9. Embarquement immédiat
10. Chacun sa vie
11. Je sais tout mais je ne dirai rien
12. Que justice soit faite
13. Par-dessus la loi
14. Méthode Coué
15. Comme si de rien n’était
16. Bromance
17. Le grand départ
18. Plus dure sera la chute
19. Dans les cordes
20. Une femme providentielle
21. Le cœur d'Hélène
22. L'un reste, l'autre part
23. Happy Ending
24. Lune de miel
25. La grenouille et le scorpion
26. Une pierre, deux coups
27. Coïncidence
28. Prêts à tout
29. Une fille comme ça
30. Sans état d'âme
31. Candidat malgré lui
32. La liste
33. Comme une évidence
34. Le bois de sang
35. Comme un boomerang
36. Les morts ne meurent jamais
37. Disparue
38. Amours contrariées
39. Je reste un objet
40. Méandres
41. L'effet Mélanie
42. Cherche confident désespérément
43. Coûte que coûte
44. Décrocher la lune
45. Les âmes stoïques
46. Bol d'air
47. Touche pas à mon fils
48. Cookies
49. Hautes trahisons
50. Plaisir coupable
51. Retour à la case départ
52. Mon âme sœur
53. Trauma
54. Showtime
55. Probabilités
56. Si près du but
57. De retour des Enfers
58. La sangsue
59. Cet obscur objet
60. Les yeux de l'amour
61. Le coup de la panne
62. Destination inconnue
63. On ne meurt qu'une fois
64. Bombe à retardement
65. True romance
66. Un couple libre
67. Chevaliers servants
68. Love Story
69. L'heure des choix
70. Ensemble

## Réception
La nouvelle série de Terence Films a reçu un accueil positif dans la presse. Les qualités et l'originalité de la fiction familiale sont louées, les innovations autour du transmédia ont été soulignées par plusieurs médias.
La série a été nommée au Festival des créations télévisuelles de Luchon 2014 dans la catégorie Meilleure Œuvre Transmédia.

## Audience
- Les audiences de la saison 1 n'ont pas été communiquées, car France Ô n'avait pas encore adhéré à l'institut de mesures d'audience Médiamétrie fin 2013. Cependant, les visionnages en replay ont connu un certain succès, avec 930 000 vues en rattrapage[8].
- La première partie de la saison 2 diffusée depuis octobre 2014 a rassemblé en moyenne 65 000 téléspectateurs, soit 0,4 % de part d'audience[9]. Le meilleur score de la saison a été réalisé le 31 octobre 2014, atteignant 106 000 téléspectateurs, soit 0,6 % de part d'audience[10]. Chaque épisode de la seconde saison affiche une audience consolidée de 500 000 téléspectateurs en moyenne[11].
- La première partie de la saison 3 affiche une part de marché en progression et une audience consolidée de 195 000 téléspectateurs sur sa première diffusion. À noter qu'un même épisode est diffusé trois fois au cours de la même semaine. La consommation délinéarisée des épisodes est par ailleurs très importante[12]. Au cours de la diffusion de la saison 3, elle se classe sur les quatre premières semaines de diffusion parmi les dix programmes les plus demandés sur Pluzz.
- La série était présentée au Festival de la fiction TV de La Rochelle le 14 septembre 2013[13].
- Une de ses particularités est sa narration additionnelle sur second écran. Une application est disponible sur iPhone et Android.
- Cut est la seconde fiction quotidienne du groupe France Télévisions toujours diffusée.

## Anecdotes
- Les comédiens Julie Boulanger et Sébastien Capgras, mère et fils dans la série, n'ont en réalité que dix ans d'écart.